# Monteluco
Monteluco è una frazione del comune di Spoleto (PG).
Il territorio della frazione, prevalentemente di alta collina e occupato da un fitto ed antico bosco di leccio, culmina in un pianoro sulla cima di un basso monte, all'altezza di 780 m s.l.m., i cui dintorni sono abitati da 27 residenti (dati ISTAT) la zona è raggiungibile con una strada panoramica (costruita in parte anche grazie ai prigionieri austriaci, durante la prima guerra mondiale) che offre la vista sulla valle spoletina, passando in prossimità del Ponte delle Torri, che anticamente ne costituiva il passaggio obbligato.

## Geografia fisica
La montagna spoletina, di cui Monteluco costituisce l'estremità settentrionale, è una dorsale calcarea allungata da nord a sud, estesa circa 7.000 ettari, compresa tra la strada statale Flaminia e la Valle del Nera. Piccoli centri abitati (Mustaiole, Sustrico, Acquaiura, Torrecola, Belvedere, Ancaiano, Le Cese, i ruderi di Sensati, Vallocchia, Borgiano) sono disposti ad anello intorno al massiccio; più interni e a quote più elevate si trovano Monteluco, Le Porelle, Le Aie e Patrico.
L'area è occupata in massima parte da boschi di caducifoglie e di sclerofille sempreverdi: formazioni di carpino nero e orniello, querceti di roverella, castagneti, qualche nucleo di faggio alle quote più elevate, pinete a pino d'Aleppo e leccete. Tra queste ultime spicca quella secolare di Monteluco. La composizione dei boschi è varia; oltre alle specie arboree dominanti compaiono aceri, cerri, carpini bianchi, noccioli, meli e ciliegi selvatici, sorbi, maggiociondoli, corbezzoli e tanti arbusti come viburno, fillirea, alaterno, erica multiflora, corniolo, sanguinello, biancospino, evonimo, ginepro, ginestra odorosa e rovo. In alcune stazioni sono presenti i rari tasso e agrifoglio. Su alcuni versanti assolati sono presenti gli oliveti e intorno ai piccoli insediamenti, anche in montagna, si trovano seminativi e prati.
La fauna è diversificata, con almeno 134 specie di vertebrati presenti: 10 di anfibi, 10 di rettili, 89 di uccelli nidificanti e/o svernanti (i nidificanti sono 79) e 25 di mammiferi. Il 37% di questi animali sono considerati di pregio scientifico e conservazionistico, perché rari e/o minacciati a livello nazionale ed europeo. Delle specie di maggior interesse si ricordano tra gli anfibi la salamandrina dagli occhiali e l'ululone a ventre giallo, tra i rapaci diurni il biancone, il lanario e il pellegrino, tra i passeriformi la rondine montana, il culbianco, il codirossone, il passero solitario, il luì verde e lo zigolo muciatto, tra i mammiferi l'istrice, il lupo e il gatto selvatico.
L'importanza delle caratteristiche ambientali di Monteluco e di tutta la montagna spoletina è sancita dall'individuazione del sito di interesse comunitario (SIC) "Monteluco di Spoleto" e della zona di protezione speciale (ZPS) "Bassa Valnerina: Monte Fionchi - Cascata delle Marmore".

## Storia
Il nome della frazione deriva dal termine latino lucus, ossia Bosco sacro a Giove, a testimonianza dell'importanza religiosa di questo luogo sin dai tempi antichi.
Intorno al V secolo Monteluco diventa sede di uno dei più vasti movimenti eremitici del tempo: un gruppo di monaci anacoreti orientali (tra cui San Giuliano †302) guidati da Sant'Isacco di Antiochia, divenuto poi Sant'Isacco di Monteluco, religioso di origine siriana, fondarono una colonia sul monte, abitando nelle grotte e vietando l'accesso alle donne.
In seguito, la chiesa madre di San Giuliano, punto di riferimento della colonia eremitica, passò ai benedettini, che l'abbandonarono nel XVI secolo.
Molti religiosi si ritirarono sul monte per vivere più spiritualmente la Regola: in modo particolare il beato Francesco da Pavia, che qui morì il 16 agosto 1454; il beato Egidio d'Assisi, il beato Paoluccio Trinci, San Bernardino da Siena, San Bonaventura, Sant'Antonio di Padova. L'arcivescovo di Spoleto Giovanni Maria Mastai-Ferretti, futuro Papa Pio IX, fece parte della fraternità del Terz'Ordine Francescano di Monteluco.

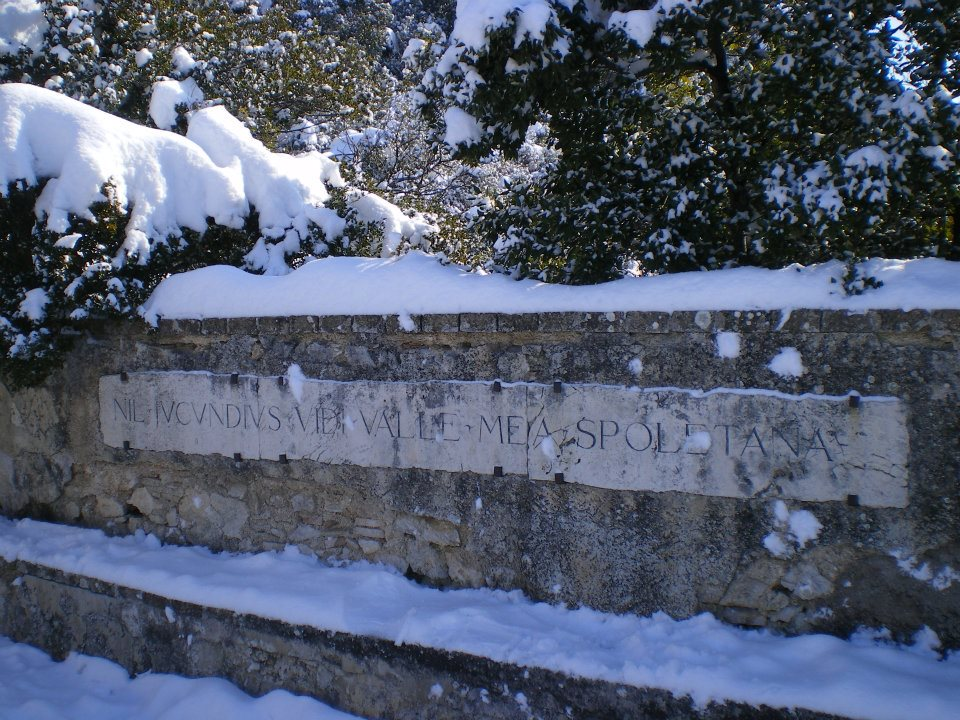
Belvedere. Citazione di S. Francesco: Nihil iucundius vidi valle mea spoletana

La vicenda spirituale di San Francesco trovò compimento anche in questi luoghi: nel 1218, secondo la tradizione dell'Ordine, fu lo stesso Francesco a fondare, in un luogo, la cappella di Santa Caterina, donatogli dai benedettini, un primitivo cenacolo ai limiti del Bosco sacro.
Sempre nel XVI secolo, un buon numero di pellegrini laici si ritirarono nelle cappelle e chiesette della località; nel 1547 il vescovo di Spoleto, Fabio Vigili, costituì la cosiddetta Congregazione dei Padri Eremiti di Monteluco, che aveva come centro l'Eremo di Santa Maria delle Grazie (attualmente residenza d'epoca).
Nel 1556 anche l'artista Michelangelo soggiornò brevemente in quei luoghi per ritemprarsi.
Nel 1788 il cenacolo di San Francesco venne scelto da Leopoldo da Gaiche come ritiro spirituale di stretta osservanza e fu solennemente inaugurato il 1º novembre. Venne poi soppresso dalle truppe napoleoniche nel 1809; lo stesso Fra Leopoldo tentò di scacciare le truppe francesi salite sul monte a piantare l'albero della libertà.
Con l'occupazione napoleonica finì l'isolamento e da allora l'accesso è aperto a tutti.
Nell'estate del 1924 Luigi Pirandello trascorse la villeggiatura a Villa Verdiani, sulle pendici del monte.

## Economia e manifestazioni
Attualmente Monteluco è meta di un buon flusso turistico proveniente da tutta Italia, soprattutto dai paesi e dalle città circostanti, che nei fine settimana e durante l'estate affolla l'altopiano.
- È considerato un interessante patrimonio artistico e naturalistico tanto da essere inserito tra i luoghi osservati dal Comitato del Patrimonio mondiale UNESCO.
- È una tappa della "Via Francigena di San Francesco - La Via di Roma", che parte da Vienna per raggiungere la tomba dell'apostolo Pietro a Roma.
- È possibile fare escursioni attraverso numerosi sentieri segnalati dal C.A.I. a piedi o in mountain bike e raggiungere Spoleto, a valle, o altre vette: (Le Porelle, 910 m., Patrico, 1018 m., Monte Fionchi, 1337 m ecc.) Direzioni escursioni - Monteluco di Spoleto

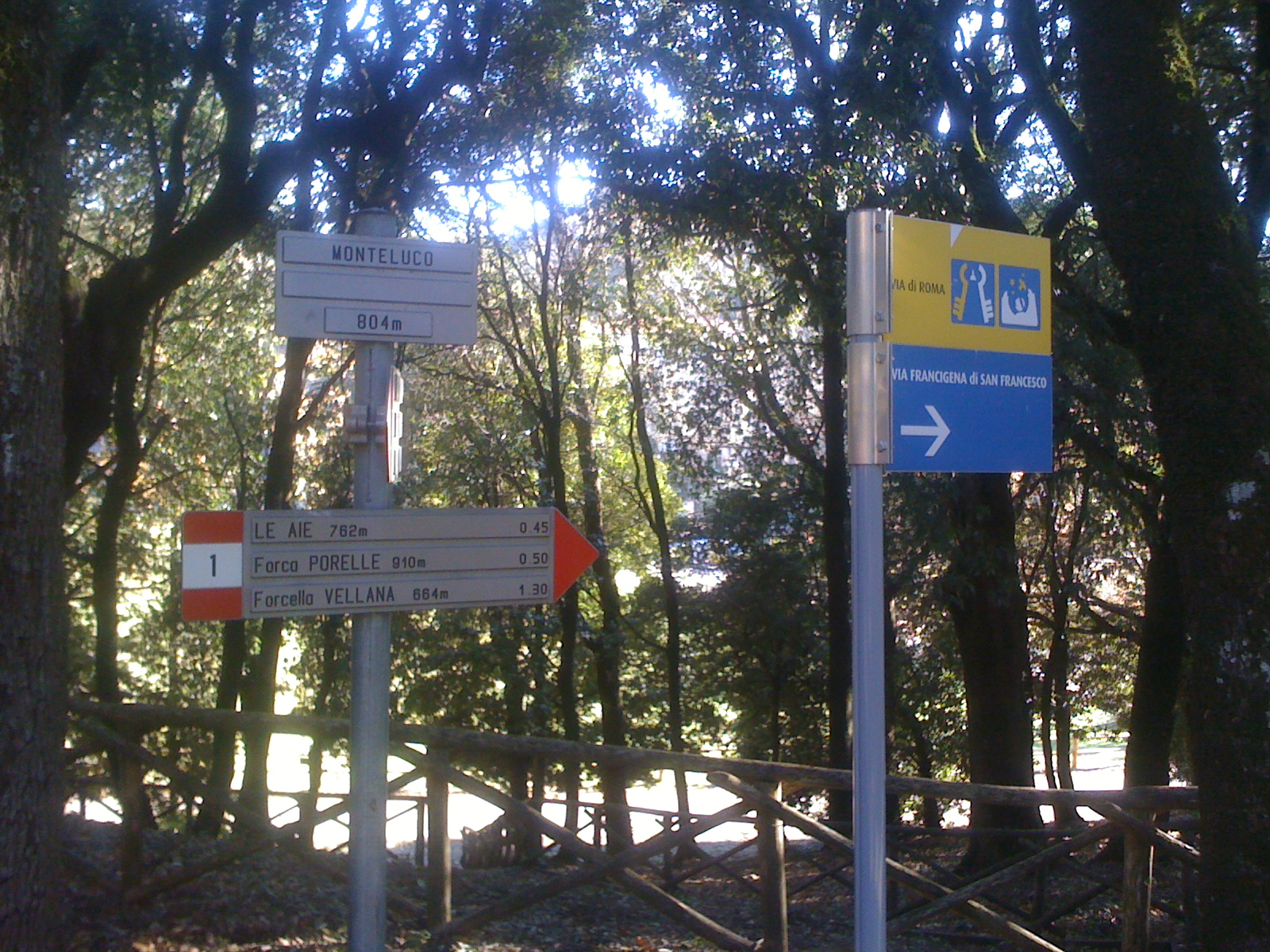
Direzioni escursioni - Monteluco di Spoleto

- Ogni anno, a fine agosto, si tiene la "Bat Night", la notte dei pipistrelli: un'escursione notturna dedicata all'ascolto dei pipistrelli in volo.
- Ogni anno si tengono due manifestazioni canine: a fine settembre la "Dog Marathon", a primavera il "Dog Day Memorial Andrea Arcangeli Conti".
- Da settembre 2012 è sede di un centro Addestramento Cinofilo Cani da Soccorso della Protezione Civile.

## Monumenti e luoghi d'interesse
- Il Bosco sacro di Monteluco è caratterizzato dalla presenza del leccio sempreverde, una pianta abbastanza rara in luoghi così distanti dal mare o dai laghi.
- La croce metallica in cima al monte, vicino alle antenne, è uno dei simboli distintivi di Spoleto, soprattutto di notte quando viene illuminata. Può essere raggiunta alla base percorrendo un breve sentiero che parte da uno degli ultimi tornanti della strada Spoleto-Monteluco.
- Numerosi eremi, grotte, tra cui quella di Sant'Antonio da Padova, sono raggiungibili attraverso il percorso pedonale che si snoda nel bosco alle spalle del santuario francescano.
- Il Santuario di San Francesco o Eremo francescano (1218) è stato più volte ampliato fra il XV e il XVIII secolo, ma conserva il pozzo, la cappellina-oratorio e sette piccole celle; all'interno della cappellina sono conservate le spoglie del beato Leopoldo da Gaiche e altre sue reliquie. Regolarmente vengono celebrate sante messe e cerimonie. Ospita i giovani che aspirano ad entrare nell'Ordine dei Frati Minori, che qui svolgono l'anno di probandato.
- Il Belvedere, dove su lapide è riportata la citazione di San Francesco che, osservando dall'alto il mosaico di campi coltivati della Valle Spoletana, esclamò:

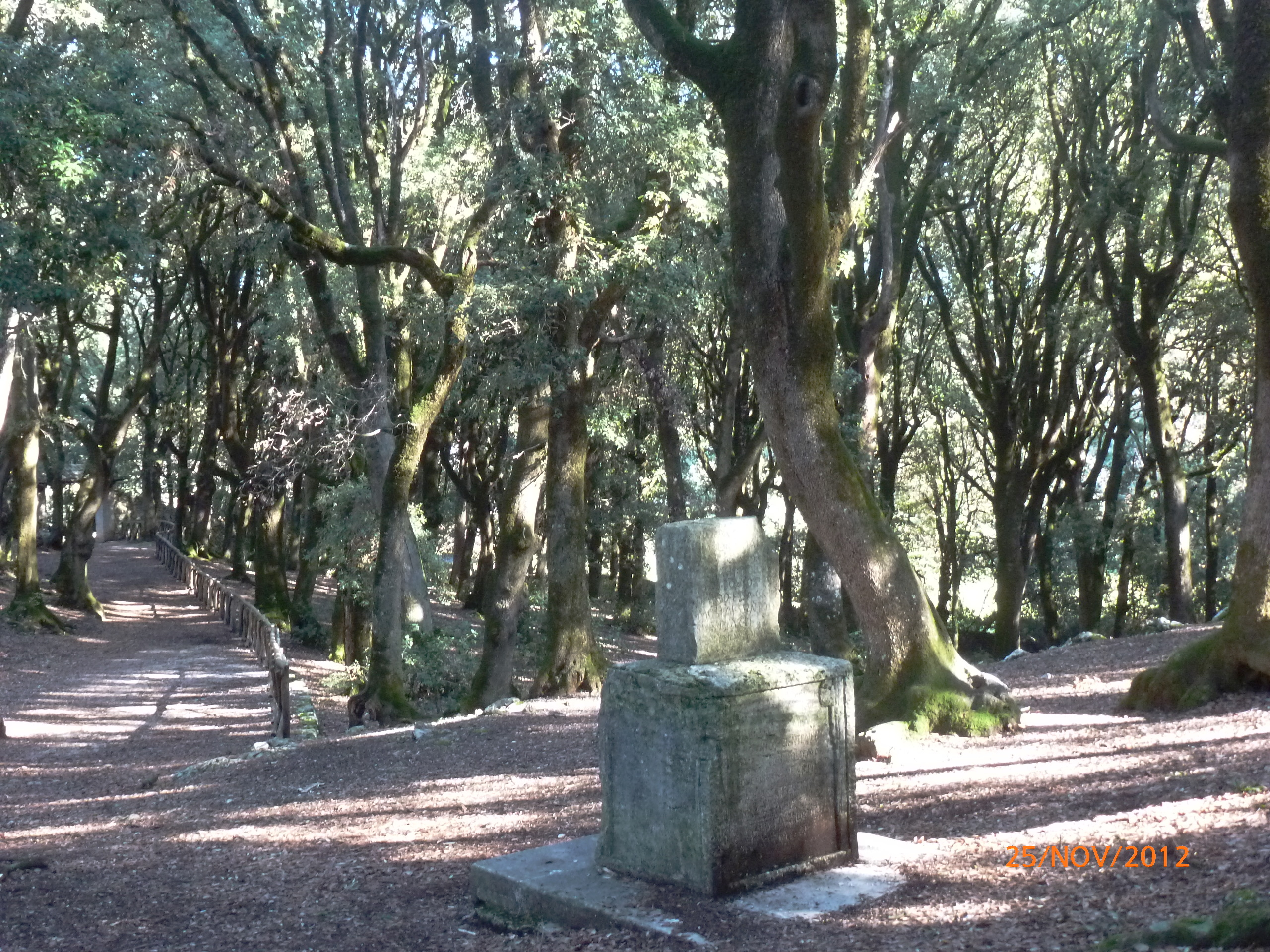
Riproduzione della Lex Luci Spoletina - Bosco sacro

- Riproduzione di un cippo lapideo della Lex Luci Spoletina. Gli originali, due iscrizioni incise su cippi parallelepipedi entrambe scoperte da Giuseppe Sordini nel 1876 e nel 1913, sono conservati nel Museo Archeologico di Spoleto.

La traduzione del testo recita:
(Traduzione dell'iscrizione del cippo lapideo della Lex spoletina)

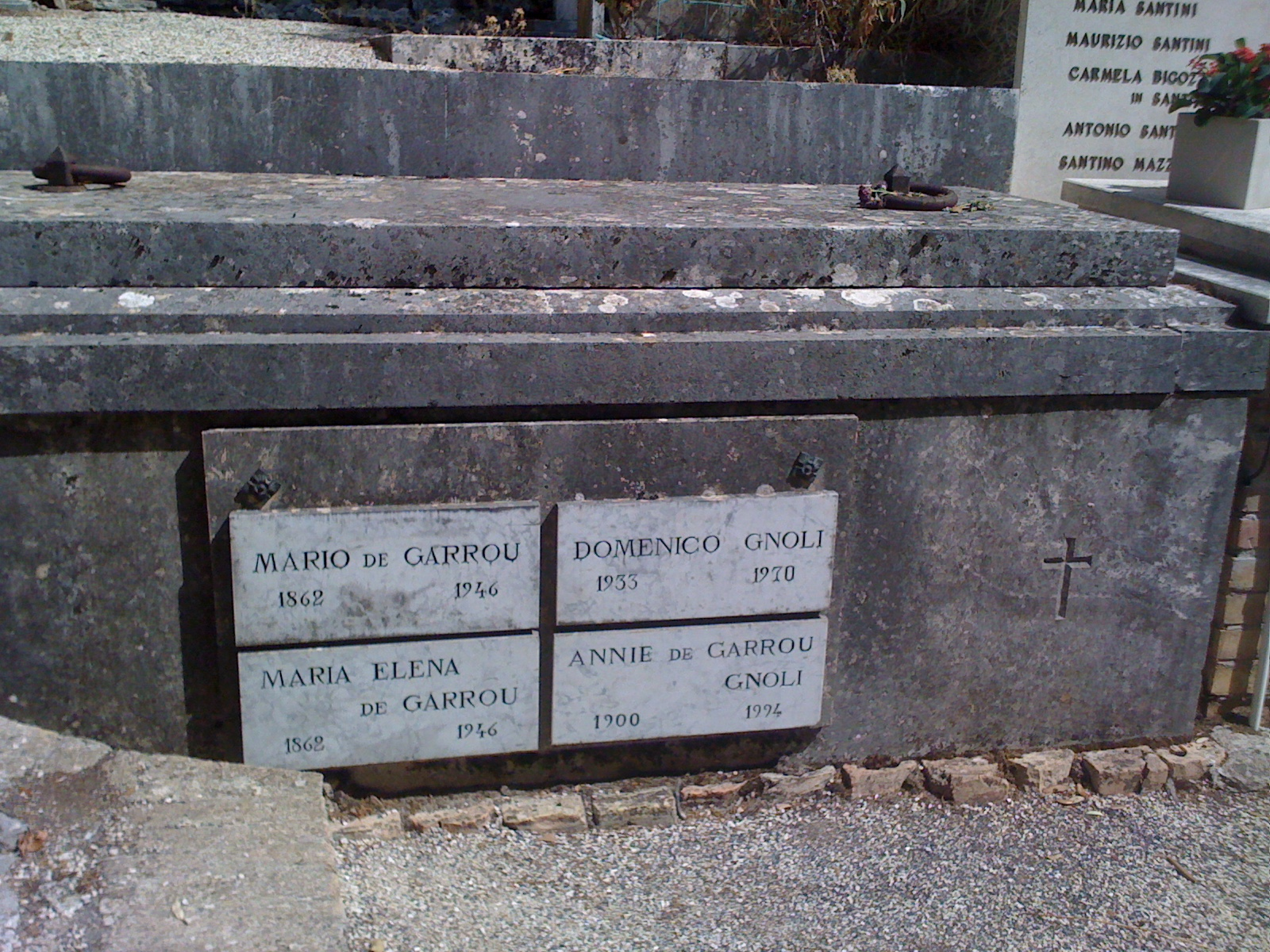
Tomba di Domenico Gnoli a Monteluco

- Nel piccolo Cimitero di Monteluco è sepolto un illustre artista di fama internazionale, pittore, illustratore e scenografo italiano Domenico Gnoli (1933-1970)
- Villa Lalli, ex Eremo di Santa Maria delle Grazie
- Chiesa di San Pietro (V secolo), romanica, all'inizio della strada panoramica, fondata su una villa preesistente
- Giro dei condotti è un sentiero pedonale che parte dal Fortilizio dei Mulini, costeggia le ripide pendici del Monteluco a quota 440 m e, con andamento pianeggiante, raggiunge l'ex monastero di Santa Maria inter Angelos (localmente detti Le Palazze), per poi ridiscendere nella parte bassa della città di Spoleto. Deviando invece dopo il ponte Sanguineto, è possibile raggiungere la cima del monte e proseguire per la Valnerina. La denominazione del sentiero deriva dal fatto che il percorso ricalca quello delle vecchie condutture dell'antico acquedotto di Cortaccione dirette al Ponte delle Torri.
- Abbazia di San Giuliano (XII secolo), romanica, eretta su resti risalente al V secolo. L'interno è a tre navate, con absidi semicircolari ed una cripta, ed è ornato da dipinti risalenti al 1400.

## Sport
- Trekking
- Mountain bike

### Associazioni sportive
- Lupi di Monteluco , motociclismo
- Mountain Bike Club Spoleto  Archiviato il 27 aprile 2007 in Internet Archive., ciclismo
- Club Alpino Italiano - Sezione di Spoleto , trekking

## Galleria d'immagini

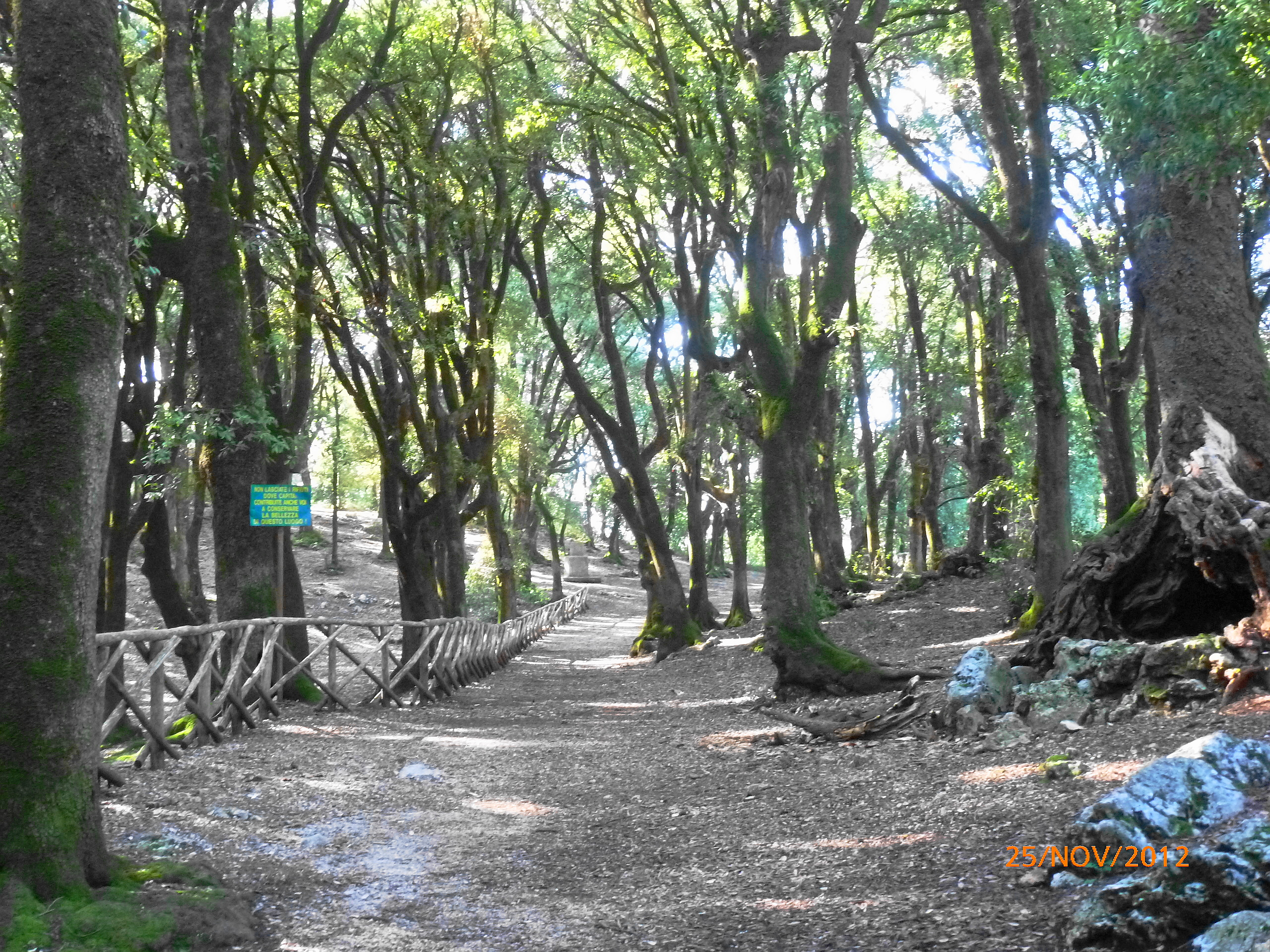
Bosco sacro.
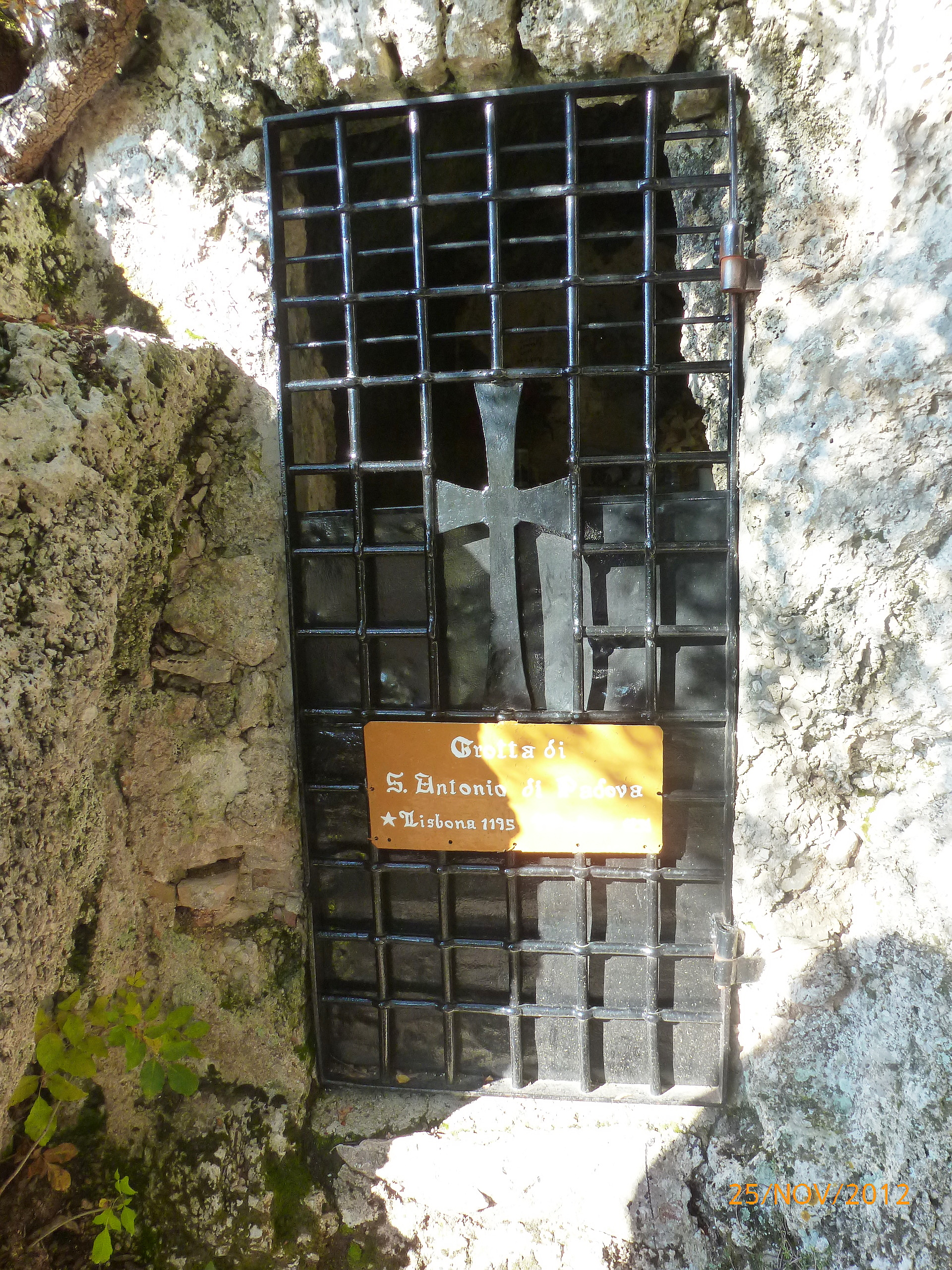
Grotta di Sant'Antonio da Padova.
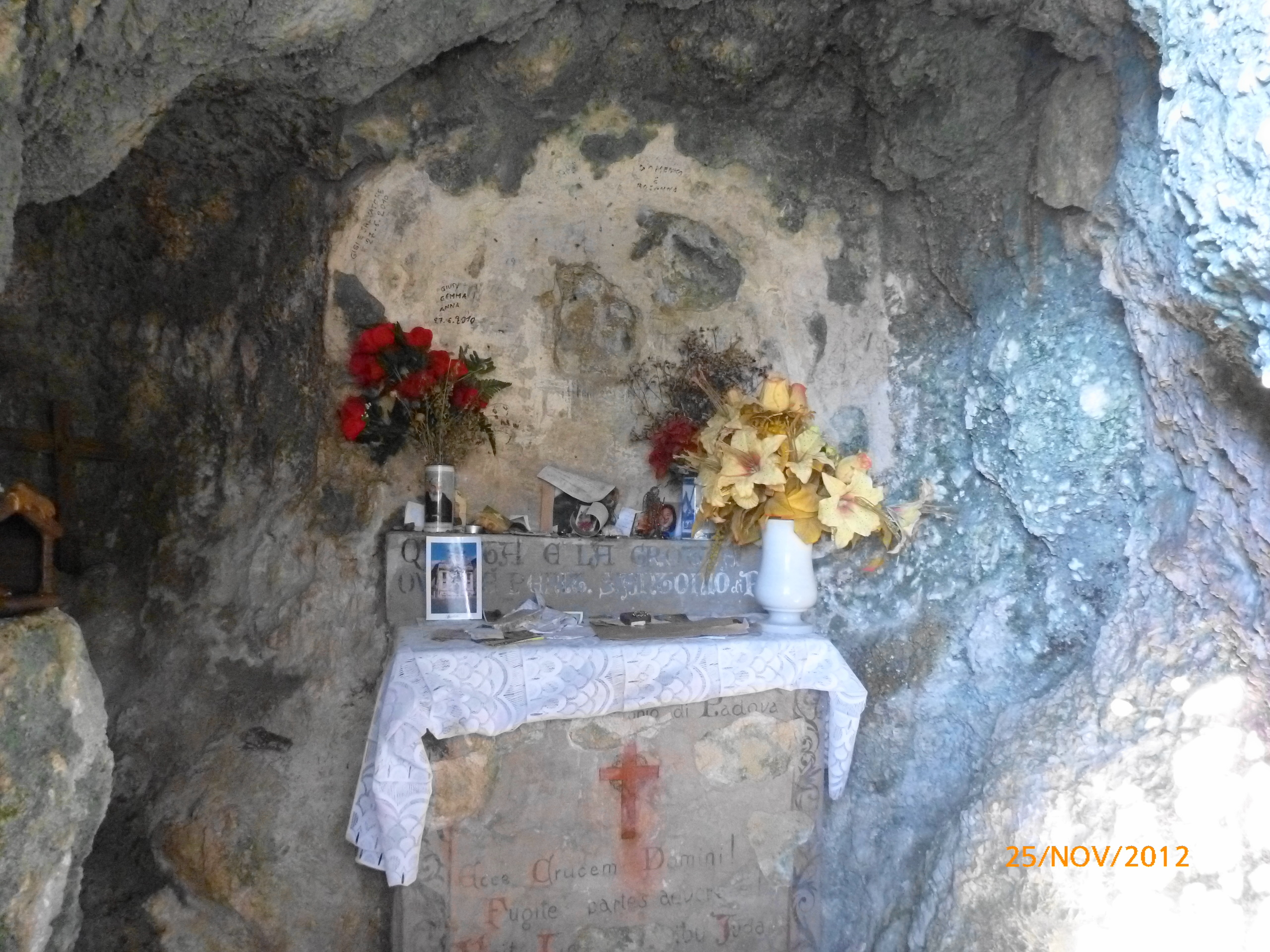
Interno Grotta di Sant'Antonio da Padova.
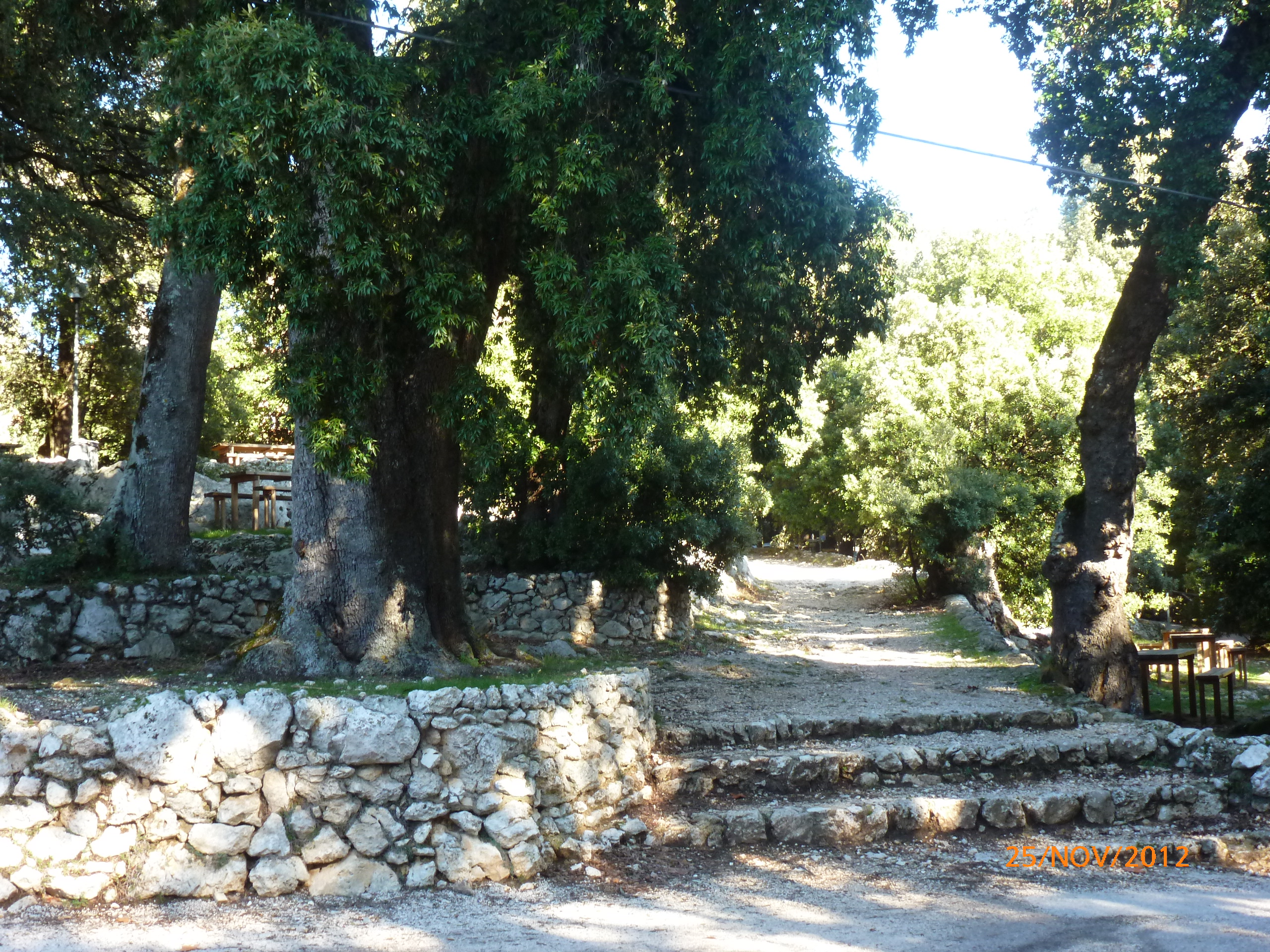
Monteluco di Spoleto.
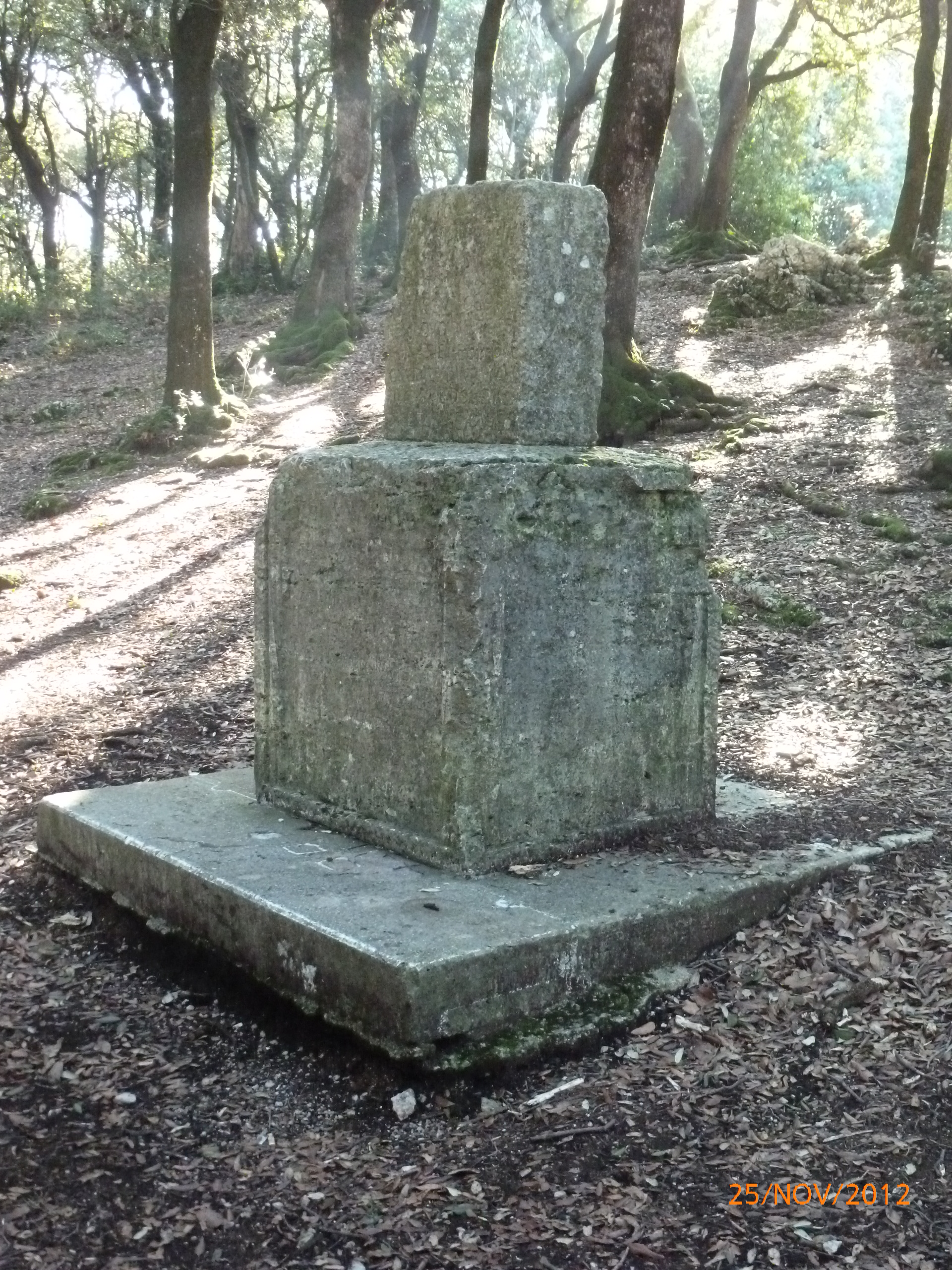
Riproduzione della Lex Luci Spoletina all'interno del Bosco sacro.
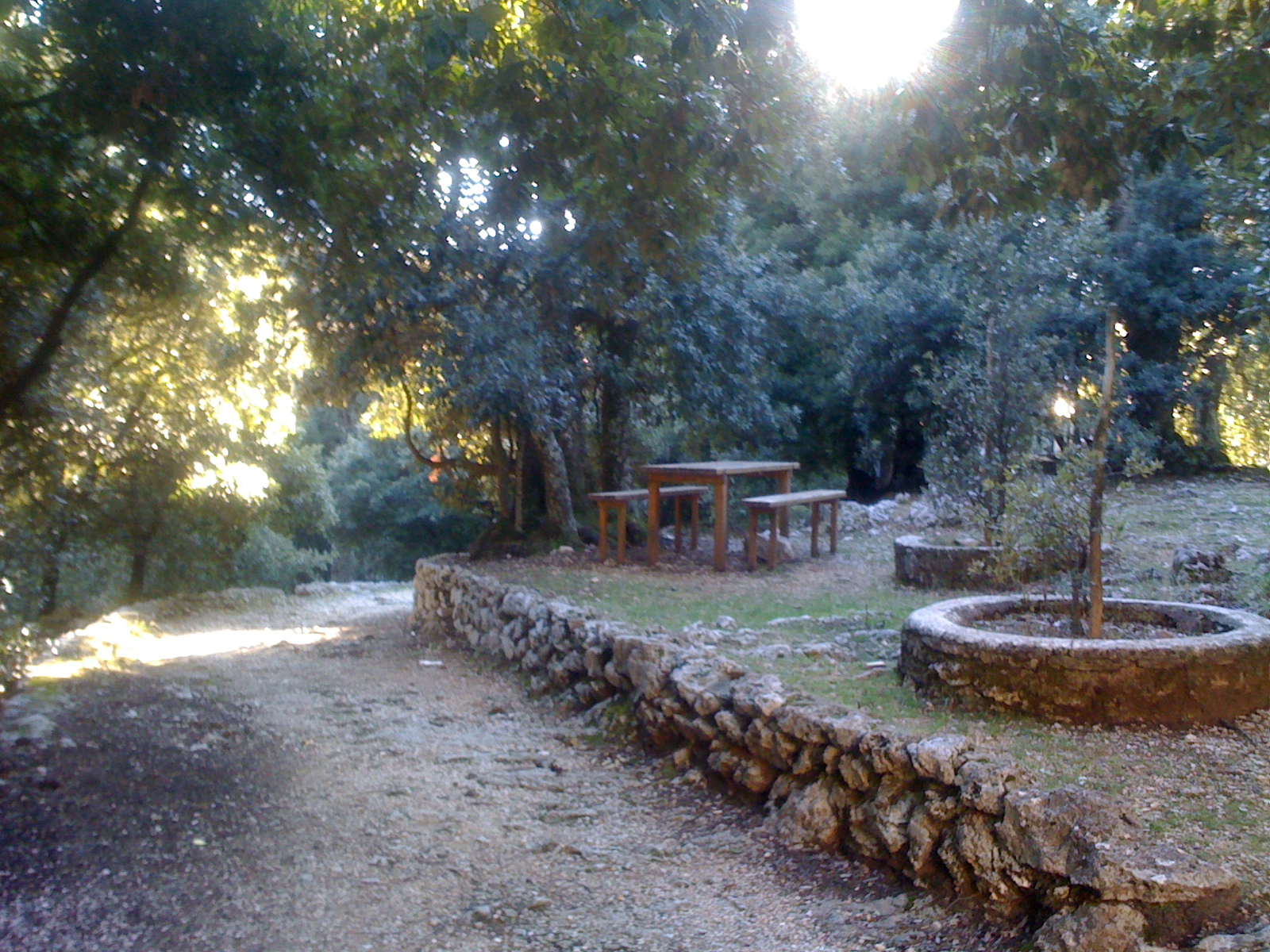
Tavolo per pic nic.
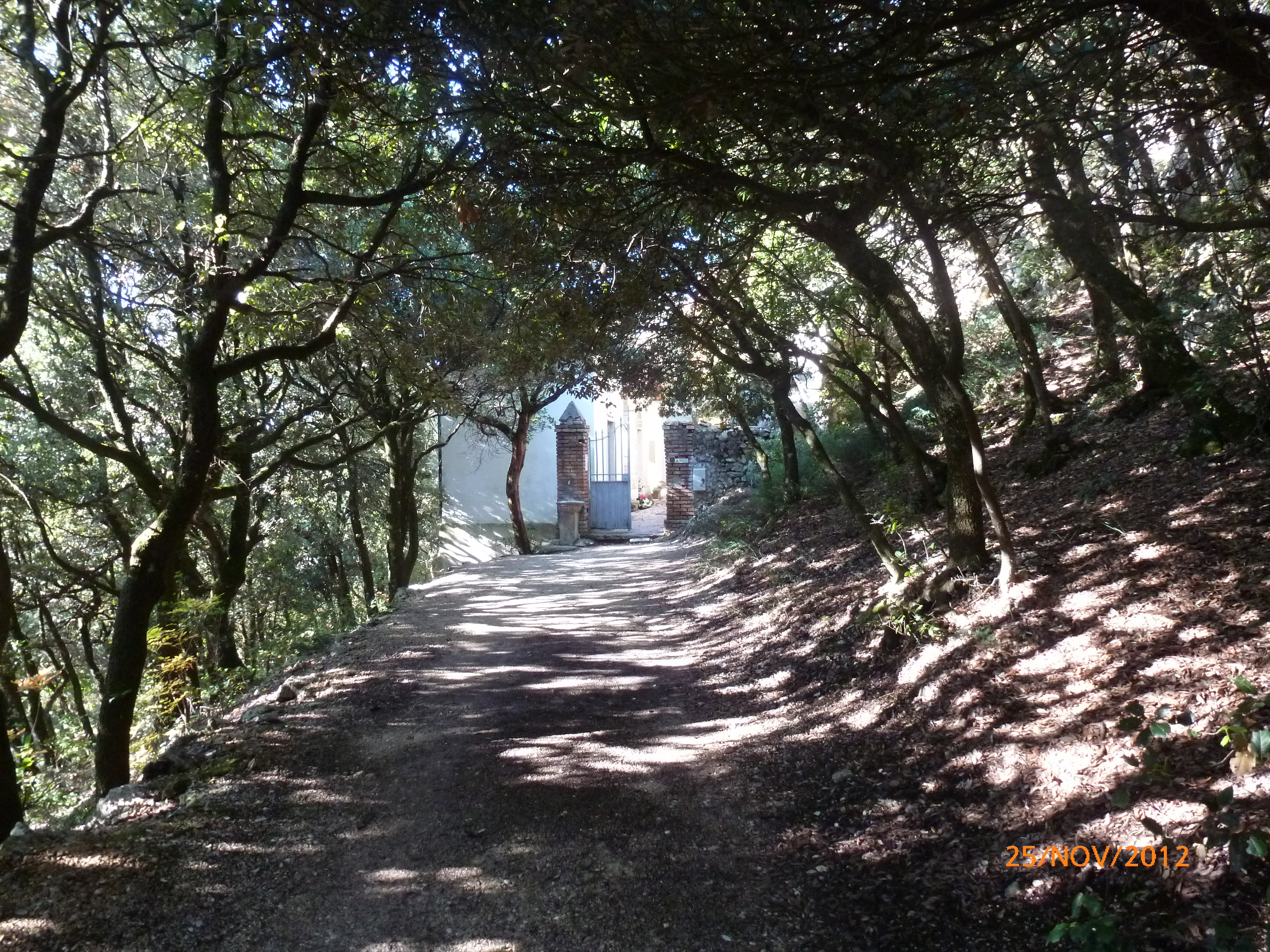
Ingresso del piccolo cimitero.
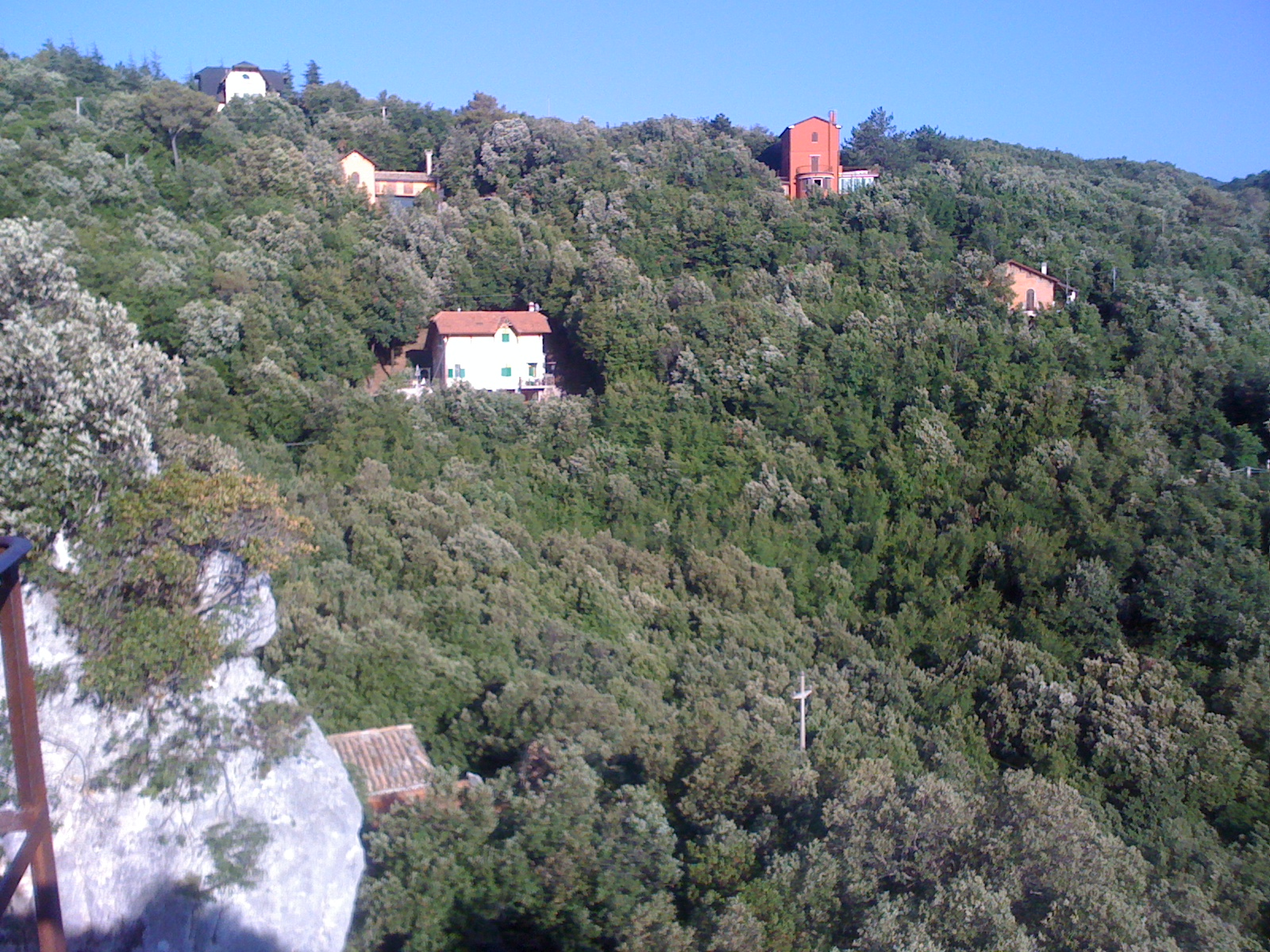
Villini.
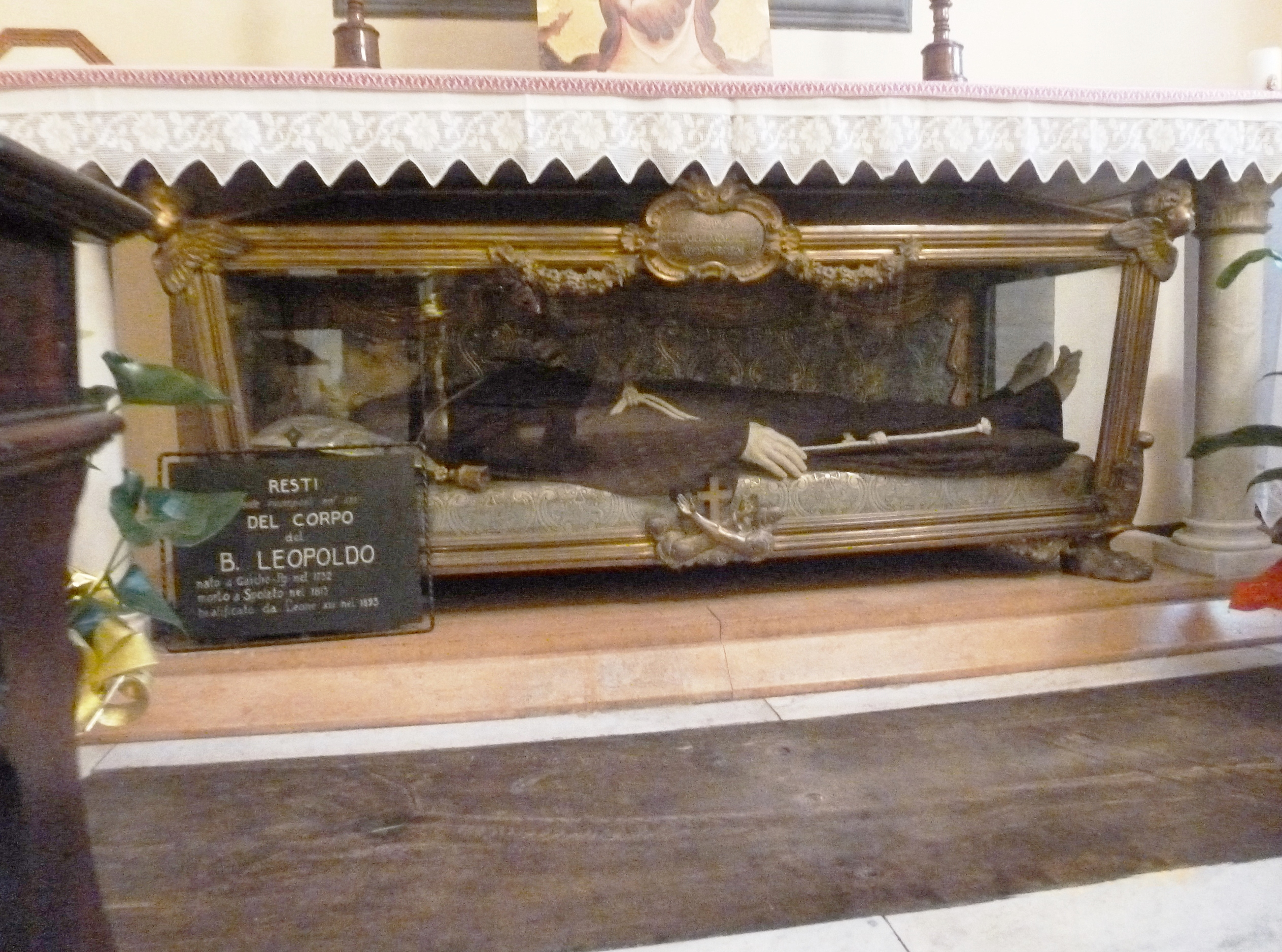
Resti del Beato Leopoldo da Gaiche all'interno del Convento Francescano.
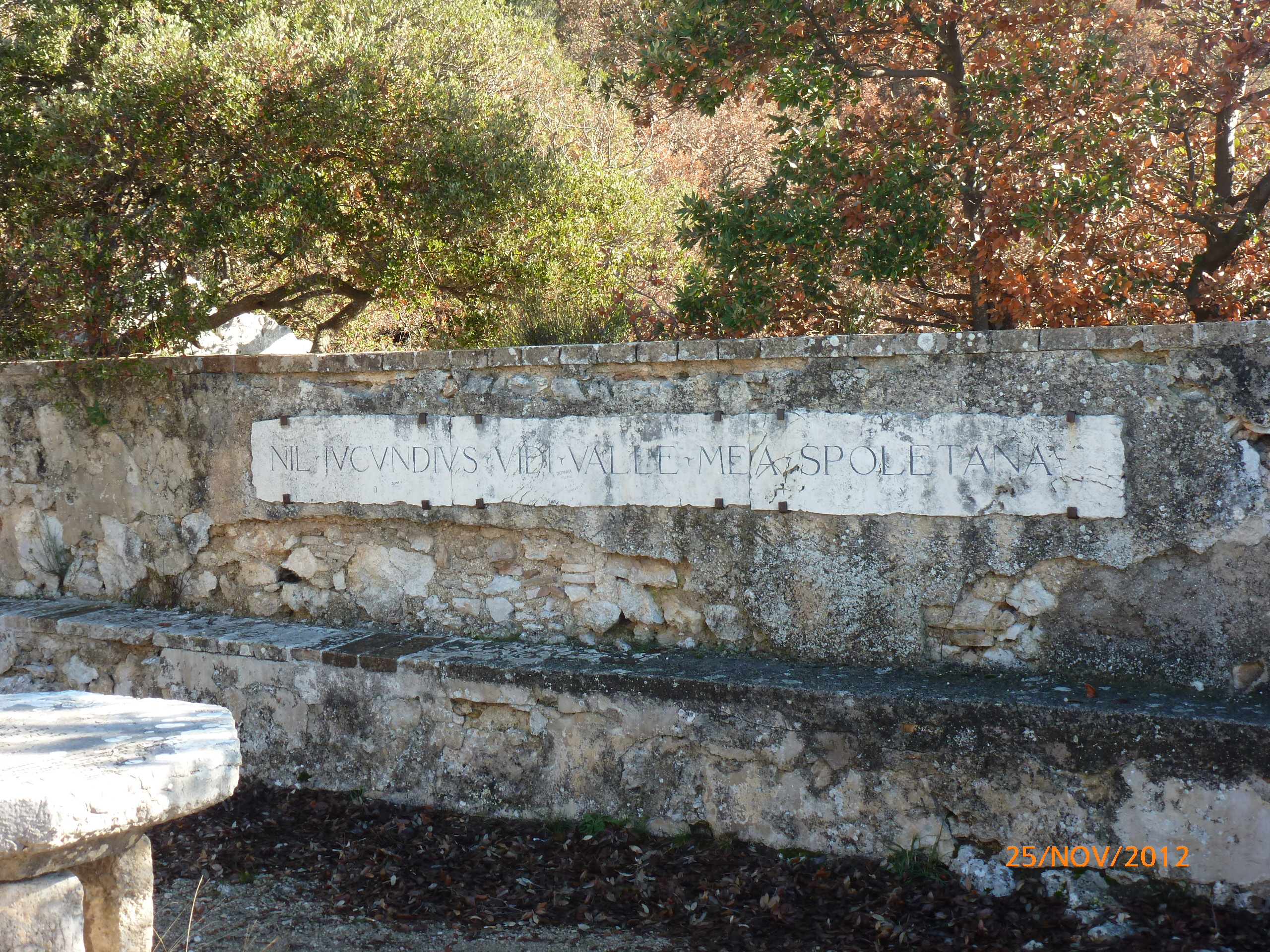
Belvedere - Citazione di San Francesco: "Nil iucundius vidi valle mea spoletana".
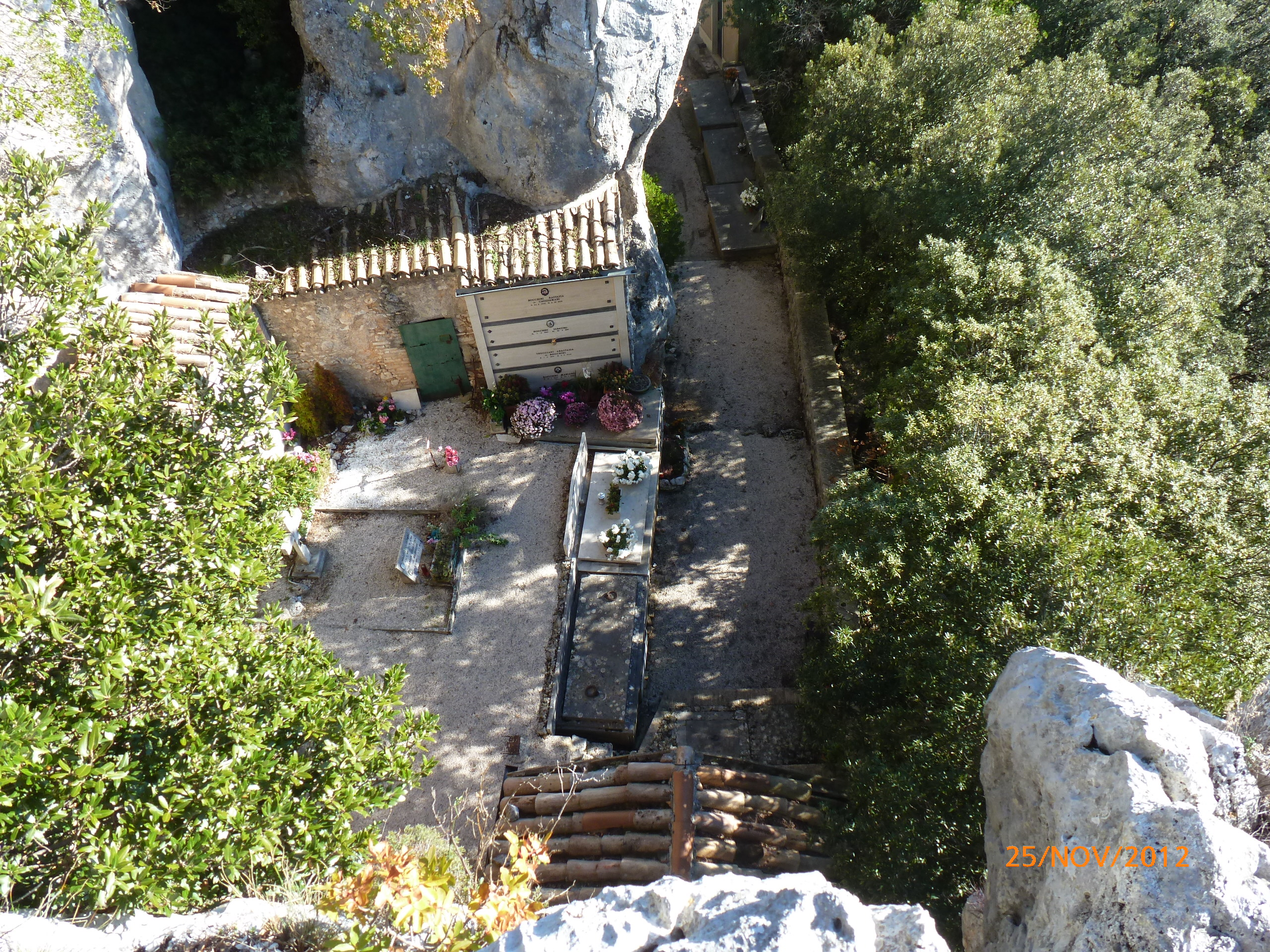
Il piccolo cimitero.